# Baum (Mönchengladbach)
Baum ist eine Honschaft (Ortsteil) des Stadtteils Rheindahlen-Land im Stadtbezirk West (bis 22. Oktober 2009 Rheindahlen) in Mönchengladbach.

## Geografie
Das Straßendorf Baum besteht aus zwei gleichnamigen Straßen, die V-förmig zusammenlaufen. Es liegt am westlichen Stadtrand von Mönchengladbach zur Stadtgrenze an den Kreis Heinsberg und Wegberg, nördlich des Buchholzer Waldes. Rheindahlen, der Hauptort der Honschaft, befindet sich rund zwei Kilometer Luftlinie entfernt in nördlicher Richtung. Die Ortschaft ist in Ost-West-Ausdehnung rund 250 Meter lang.

### Nachbargemeinden
| Sittard              | Hilderath                                   | Mennrath     |
| Kipshoven zu Wegberg | Kompassrose, die auf Nachbargemeinden zeigt | Wickrath     |
| Genholland           | Buchholz                                    | Wickrathhahn |

## Kultur und Sehenswürdigkeiten
Der Transformatorenturm an der Kreuzung der Straßen in Richtung Genholland und Hilderath aus den 1920er Jahren steht unter Denkmalschutz.

## Busverbindungen
Über die in Baum gelegene gleichnamige Bushaltestelle Baum der Linie 027 der NEW AG ist eine Anbindung an den öffentlichen Personennahverkehr gegeben.

## Fahrradwege
Durch Baum führt das Radwandernetz der NiederRheinroute.